# Eulimnogammaridae
Eulimnogammaridae é uma família de anfípodes pertencentes à ordem Amphipoda.

## Géneros
Géneros (lista incompleta):
- Abyssogammarus Sowinsky, 1915
- Barguzinia Kamaltynov, 2002
- Bazikalovia Tachteew, 2001